# Wojciechów (powiat złotoryjski)
Wojciechów (niem. Woitsdorf) – wieś w Polsce położona w województwie dolnośląskim, w powiecie złotoryjskim, w gminie Zagrodno.

## Podział administracyjny
W latach 1975–1998 miejscowość należała administracyjnie do województwa legnickiego.

## Nazwa
Nazwa należy do grupy nazw patronomicznych i pochodzi od staropolskiego imienia założyciela miejscowości Wojciecha. Heinrich Adamy w swoim dziele o nazwach miejscowości na Śląsku wydanym w 1888 roku we Wrocławiu wymienia jako najstarszą zanotowaną nazwę miejscowości Woyczichsdorf podając jej znaczenie "Dorf des Adalbert (Albrecht)" czyli po polsku "Wieś Adalberta (Albrechta)" niemieckiego odpowiednika polskiego imienia Wojciech.
W kronice łacińskiej Liber fundationis episcopatus Vratislaviensis (pol. Księga uposażeń biskupstwa wrocławskiego) spisanej za czasów biskupa Henryka z Wierzbna w latach 1295–1305 miejscowość wymieniona jest jako Woycechdorf czyli wieś Wojciecha.

## Zabytki
Do wojewódzkiego rejestru zabytków wpisane są:
- kościół, w ruinie, z XV w., nie istnieje
- cmentarz przykościelny, z XV w.
- zespół dworski, z XVIII-XIX w.
  - dwór - (obecnie w ruinie) wybudowany w 1782 r., przebudowany na pałac w 1891 r.[7]; kryty dachem mansardowym, wejście do pałacu od frontu, u podnóża wieży, zwieńczonej hełmem, między dwiema kolumnami toskańskimi w portyku podtrzymującymi półkolisty fronton typu fr. circulaire, w którym znajdują się dwa herby szlacheckie: von  Haugwitz (po lewej) oraz von Tschammer (po prawej).
  - park.

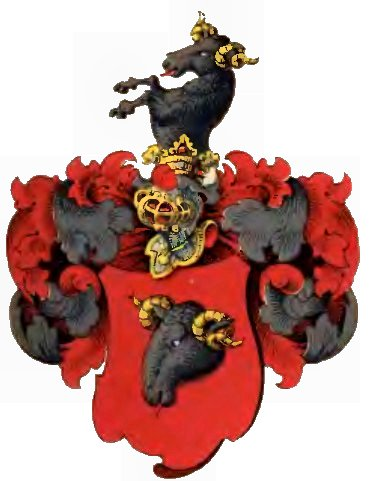
Herb von  Haugwitz
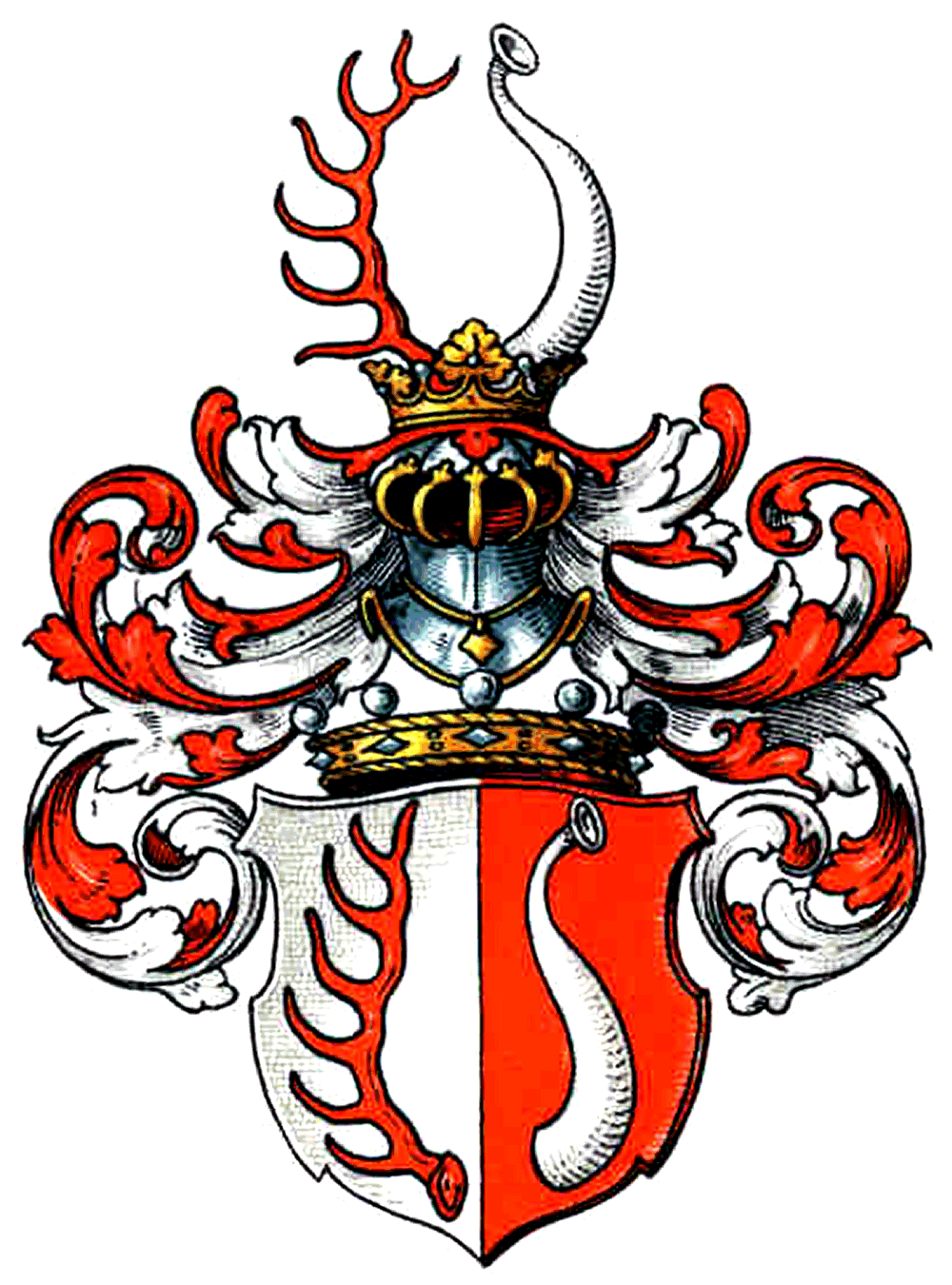
Herb von Tschammer